# Weitspekan
Weitspekan, ime porodici indijanskih jezika s Klamath Rivera koja obuhvaća jezika nekoliko plemena u Kaliforniji. Od Karok Indijanaca ova plemena kolektivno su nazivana Yurok  (“ down ” or “ below ”). Powell ovu porodicu navodi kao posebnu. Latham, nasuprot njemu, povezuje ovu porodicu s jezicima porodice Wishoskan. Zajedno ove dvije porodice poznate su kao Ritwan. Ime Yurok navodi se i kao Eurocs i Yu´-rok. Plemena što su govorila ovim jezikom ili jezicima su: Mita, Pekwan, Sugon ili Shragoin i Weitspek, s Klamath Rivera. Indijanci Chilula koji se danas klasificiraju kao Athapaskani moguće su Weitspekanskog porijekla i athapaskanizirali su ih Hupa Indijanci. Chilule su naseljavali Redwood Creek, i danas žive s Hupa Indijancima. 

## Jezici
Jedini predstavnik porodice je jezik yurok

## Vanjske poveznice
- Weitspekan Family
- Algic, Yurok (14th)
- Algic, Yurok (15th)